# Coupe d'Algérie de football 1980-1981
Navigation
Coupe d'Algérie
1979-1980 Coupe d'Algérie
1981-1982
La Coupe d'Algérie de football 1980-1981 voit le sacre de l'USK Alger, qui bat l'ASC Oran en finale.
Le stade du 24-Février-1956 de Sidi Bel Abbès est inauguré le 19 juin 1981 à l'occasion de la finale.
C'est la 1re Coupe d'Algérie remportée par l'USK Alger et c'est la toute 1re fois que l'ASC Oran atteint la finale de cette compétition.

## Soixante-quatrièmes de finale
(Avant Dernier tour régional)
| Ligue du Centre (// à 14h 30)  |                             |   |                     |  |  |                        |
| 1                              | IRB Madania (D2)            | - | ...                 |  |  |                        |
| 2                              | WR Bordj Menail (D2)        | - | ...                 |  |  |                        |
| 3                              | RC Arbaa (D2)               | - | ...                 |  |  |                        |
| 4                              | WO Boufarik (D2)            | - | ...                 |  |  |                        |
| 5                              | USK Alger (D2)              | - | ...                 |  |  |                        |
| 6                              | n.c                         | - | n.c                 |  |  |                        |
| 7                              | n.c                         | - | n.c                 |  |  |                        |
| 8                              | n.c                         | - | n.c                 |  |  |                        |
| 9                              | n.c                         | - | n.c                 |  |  |                        |
| 10                             | n.c                         | - | n.c                 |  |  |                        |
| Ligue de l'Ouest (// à 14h 30) |                             |   |                     |  |  |                        |
| 1                              | GRB Tighennif (D3)          | - | ???                 |  |  |                        |
| 2                              | MB Saïda (D2)               | - | ???                 |  |  |                        |
| 3                              | WM Tlemcen (D2)             | - | ???                 |  |  |                        |
| 4                              | CRB Mecheria (D3)           | - | ???                 |  |  |                        |
| 5                              | WA Mostaganem (D3)          | - | ???                 |  |  |                        |
| 6                              | CC Sig (D2)                 | - | IRB Mohammadia (D3) |  |  | Meflah Aoued / Mascara |
| 7                              | n.c                         | - | n.c                 |  |  |                        |
| 8                              | n.c                         | - | n.c                 |  |  |                        |
| 9                              | n.c                         | - | n.c                 |  |  |                        |
| 10                             | n.c                         | - | n.c                 |  |  |                        |
| Ligue de l'Est (// à 14h 30)   |                             |   |                     |  |  |                        |
| 1                              | JJ Azzaba (D?)              | - | ...                 |  |  |                        |
| 2                              | ASC Bordj Bou Arreridj (D2) | - | ...                 |  |  |                        |
| 3                              | CM Constantine (D2)         | - | ...                 |  |  |                        |
| 4                              | MB Skikda (D2)              | - | ...                 |  |  |                        |
| 5                              | WRB M'sila (D?)             | - | ...                 |  |  |                        |
| 6                              | ISM Ain Beida (D2)          | - | ...                 |  |  |                        |
| 7                              | JS Djijel (D2)              | - | n.c                 |  |  |                        |
| 8                              | n.c                         | - | n.c                 |  |  |                        |
| 9                              | n.c                         | - | n.c                 |  |  |                        |
| 10                             | n.c                         | - | n.c                 |  |  |                        |
| 11                             | n.c                         | - | n.c                 |  |  |                        |
| 12                             | n.c                         | - | n.c                 |  |  |                        |

## Trente-deuxièmes de finale
(Dernier tour régional)
Les matchs du dernier tour régional se sont joués le...
| Ligue du Centre  |                             |     |                |  |  |                       |
| 1                | IRB Madania (D2)            | -   | ???            |  |  |                       |
| 2                | WR Bordj Menail (D2)        | -   | ???            |  |  |                       |
| 3                | RC Arbaa (D2)               | -   | ???            |  |  |                       |
| 4                | WO Boufarik (D2)            | -   | ???            |  |  |                       |
| 5                | USK Alger (D2)              | -   | ???            |  |  |                       |
| Ligue de l'Ouest |                             |     |                |  |  |                       |
| 1                | GRB Tighennif (D3)          | -   | ???            |  |  |                       |
| 2                | MB Saïda (D2)               | -   | ???            |  |  |                       |
| 3                | WM Tlemcen (D2)             | -   | ???            |  |  |                       |
| 4                | CRB Mecheria (D3)           | -   | ???            |  |  |                       |
| 5                | WA Mostaganem (D3)          | -   | ???            |  |  |                       |
| Ligue de l'Est   |                             |     |                |  |  |                       |
| 1                | JJ Azzaba (D?)              | 2-0 | JS Djijel (D2) |  |  | 17 juin / Constantine |
| 2                | ASC Bordj Bou Arreridj (D2) | -   | ???            |  |  |                       |
| 3                | CM Constantine (D2)         | -   | ???            |  |  |                       |
| 4                | MB Skikda (D2)              | -   | ???            |  |  |                       |
| 5                | WRB M'sila (D?)             | -   | ???            |  |  |                       |
| 6                | ISM Ain Beida (D2)          | -   | ???            |  |  |                       |

## Seizièmes de finale
Les matchs des seizièmes de finale se sont joués le 20 février 1981
- Rentrée en lice des clubs de 1er division

| #  | Club 1               | Résultat | Club 2                      | Buteurs     | Date | Stade                              |
| -- | -------------------- | -------- | --------------------------- | ----------- | ---- | ---------------------------------- |
| 1  | MP Alger (D1)        | 1 - 0    | WA Boufarik (D2)            |             |      | Stade Benhadad, Kouba (Alger)      |
| 2  | IRB Madania (D2)     | 0 - 0    | JE Tizi Ouzou (D1)          | t.a.b (5-4) |      | Stade du 1er novembre 1954 (Alger) |
| 3  | MP Oran (D1)         | 2 - 1    | ASC Bordj Bou Arreridj (D2) |             |      |                                    |
| 4  | USK Alger (D2)       | 2 - 0    | DNC Asnam (D1)              |             |      |                                    |
| 5  | EP Sétif (D1)        | 3 - 2    | WM Tlemcen (D2)             |             |      |                                    |
| 6  | USM El Harrach (D1)  | 1 - 0    | MB Skikda (D2)              |             |      |                                    |
| 7  | ASC Oran (D1)        | 1 - 0    | CRB Mecheria (DH)           |             |      |                                    |
| 8  | CM Belcourt (D1)     | 2 - 1    | ISM Ain Beida (D2)          |             |      |                                    |
| 9  | CS DNC Alger (D1)    | 3 - 1    | WRB M'sila (D?)             |             |      |                                    |
| 10 | WR Bordj Menail (D2) | 2 - 1    | GCR Mascara (D1)            |             |      |                                    |
| 11 | CN Batna (D1)        | 0 - 0    | IS Tighennif (DH)           | (t.a.b 5-4) |      | stade 17 juin de constantine.      |
| 12 | MA Hussein Dey (D1)  | 5 - 0    | RC Arbaa (D2)               |             |      | Brakni (Blida)                     |
| 13 | RS Kouba (D1)        | 1 - 0    | JJ Azzaba (D?)              |             |      |                                    |
| 14 | WKF Collo (D1)       | 2 - 1    | WA Mostaganem (DH)          |             |      |                                    |
| 15 | CM Constantine (D2)  | 1 - 1    | ESM Bel-Abbès (D1)          | t.a.b       |      |                                    |
| 16 | ESM Guelma (D1)      | 1 - 0    | MC Saida (D2)               |             |      |                                    |

## Huitièmes de finale
Les matchs des huitièmes de finale se sont joués le 13 mars 1981.
| # | Club 1              | Résultat | Club 2              | Buteurs | Date | Stade          |
| - | ------------------- | -------- | ------------------- | ------- | ---- | -------------- |
| 1 | USM El Harrach (D1) | 3 - 2    | CS Constantine      |         |      |                |
| 2 | IRB Madania         | 0 - 0    | WKF Collo (D1)      | t.a.b   |      |                |
| 3 | EP Sétif (D1)       | 2 - 1    | CN Batna (D1)       |         |      |                |
| 4 | CM Belcourt (D1)    | 1 - 0    | ESM Guelma (D1)     |         |      |                |
| 5 | USK Alger           | 3 - 0    | WR Bordj Menail     |         |      |                |
| 6 | MP Oran (D1)        | 1 - 0    | MA Hussein Dey (D1) |         |      |                |
| 7 | ASC Oran (D1)       | 2 - 0    | MP Alger (D1)       |         |      | Sidi Bel-Abbès |
| 8 | CS DNC Alger (D1)   | 2 - 1    | RS Kouba (D1)       |         |      |                |

## Quarts de finale
Les matchs des quarts de finale se sont joués le 8 mai 1981.
| # | Club 1            | Résultat  | Club 2              | Buteurs                           | Date | Stade                               |
| - | ----------------- | --------- | ------------------- | --------------------------------- | ---- | ----------------------------------- |
| 1 | USK Alger (D2)    | 1 - 0     | USM El Harrach (D1) | Guedioura                         |      | Stade 20 août 1956 - Alger          |
| 2 | MP Oran (D1)      | 2 - 1     | IRB Madania (D2)    | Benmahi 9e Benmimoune 39e / Taibi |      | Stade Bologhine, 5.500 entrées      |
| 3 | ASC Oran (D1)     | 2 - 1 a.p | CM Belcourt (D1)    |                                   |      | Stade El Harrach                    |
| 4 | CS DNC Alger (D1) | 1 - 0     | EP Sétif (D1)       |                                   |      | Stade 1er novembre 1954, Tizi-Ouzou |

## Demi-finales
Les matchs des demi-finales se sont joués le...... 1981.
| # | Club 1        | Résultat | Club 2            | Buteurs | Date | Stade                     |
| - | ------------- | -------- | ----------------- | ------- | ---- | ------------------------- |
| 1 | ASC Oran (D1) | 1 - 0    | CS DNC Alger (D1) | a.p     |      |                           |
| 2 | MP Oran (D1)  | 1 - 2    | USK Alger (D2)    |         |      | Stade Akid Lotfi, Tlemcen |

## Finale
| Entraîneur :  |
| Ali Benfaddah |

| Entraîneur :        |
| Stanislav Zavidonov |

| Entraîneur :  |
| Ali Benfaddah |

| Entraîneur :        |
| Stanislav Zavidonov |

| |  |  |  |
| \| Coupe d'Algérie de Football Vainqueur 1981 \| \| ------------------------------------------ \| \| USK Alger 1re titre \| |  |  |  |
| Coupe d'Algérie de Football Vainqueur 1981                                                                                  |  |  |  |
| USK Alger 1re titre |  |  |  |